# FPパートナー
株式会社FPパートナー（エフピーパートナー、英語: FP Partner Inc.）は個人及び法人顧客に訪問販売型の保険商品販売（生命保険・損害保険商品）とファイナンシャルプランニング提供、金融商品仲介業、銀行代理業を営む保険代理販売会社。ブランド名は「マネードクター」。

## 概要
2024年時点では、訪問販売型の乗り合い代理店最大手である。2024年5月時点での時価総額は約1000億円を超えており、この金額は他の上場代理店を上回る。

## 沿革
2009年12月に創業者である黒木勉があんしんFPを立ち上げる。
以降成長を続けて、2022年9月には東京証券取引所グロース市場に株式を上場する。翌2023年9月には、東京証券取引所プライム市場へ上場市場区分を変更した。
2023年11月期の決算には売上高は過去最高の約306億円、当期純利益は約40億円を計上し、保険募集人の数は2300人を超えていた。
2024年4月15日には、2024年11月期第1四半期（2023年12月～2024年2月）の単独業績が発表されたが、これに嫌気されて株価が急落し、同年6月11日に東洋経済オンラインが配信した記事において、「保険会社から営業社員の採用支援とあっせん、保険契約の見込み客の紹介などを受ける一方、その見返りとして自社の保険商品を優先的に取り扱ってもらうという構図が、事故車を旧ビッグモーターに紹介する見返りとして保険契約を割り振られていた大手損保各社と同じ」との報道を受けてストップ安となった。FPパートナーとしては生命保険会社による当社への過剰な便宜供与と利益供与を行っている事実はなく、訴訟を含めて法的措置を検討中であると表明している。
2025年8月6日、金融庁はFPパートナーに対し保険業法に基づく業務改善命令を出したと発表した。多額の広告出稿といった便宜を提供した生命保険会社の商品を優先的に顧客に薦めるなどし、適切な商品選択を阻害した疑いが強いと指摘した。